# Katja Terlau

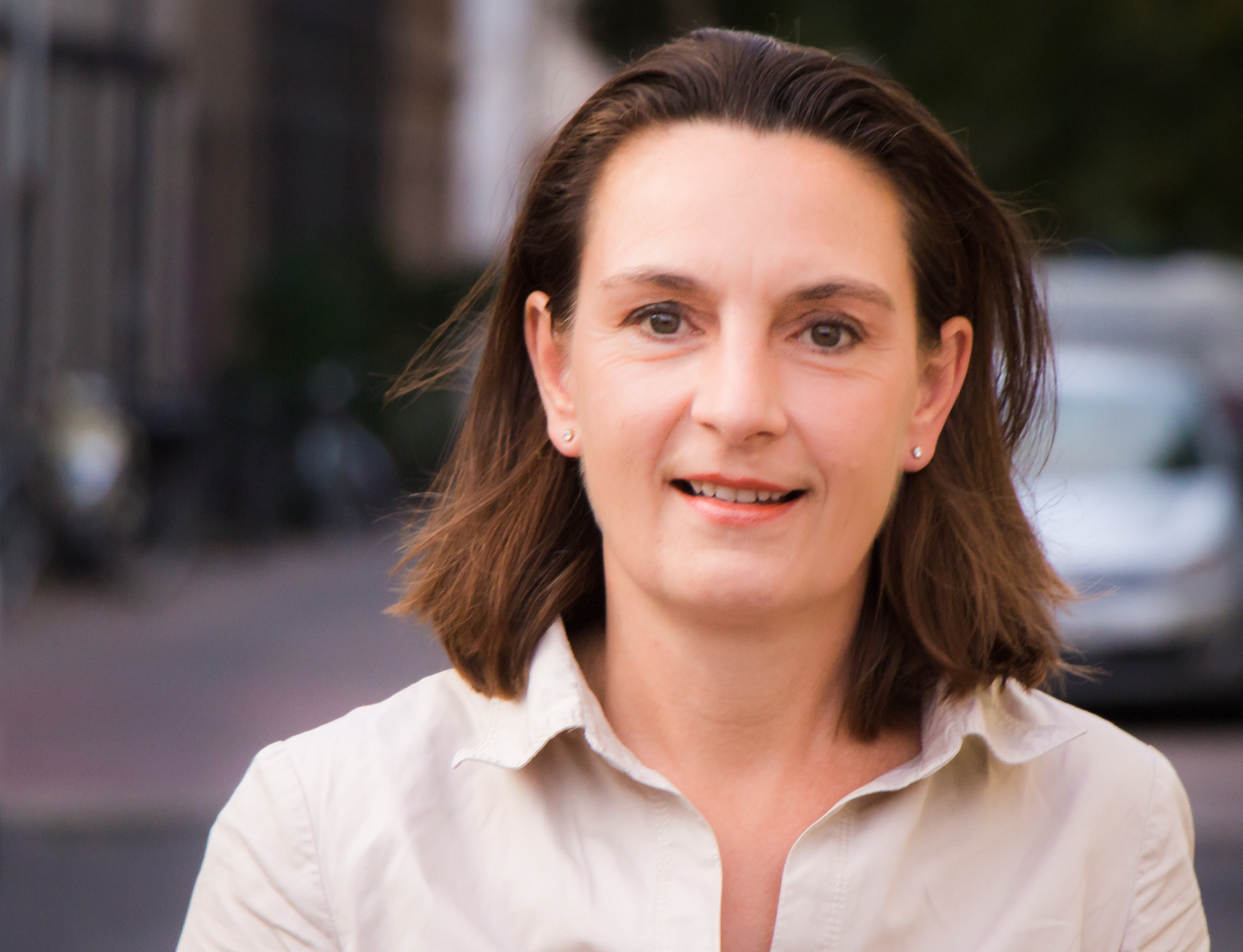
Katja Terlau 2019

Katja Terlau (* 29. April 1970 in Münster) ist eine deutsche Kunsthistorikerin und Provenienzforscherin. Sie war Mitinitiatorin und Gründungsmitglied des 2000 gegründeten internationalen Arbeitskreises Provenienzforschung in Deutschland und gilt als Pionierin der deutschen Provenienzforschung, in die sie nach der Washingtoner Erklärung von 1998 einstieg. Ihr Haupt-Themengebiet ist die NS-Raubkunst; eine Reihe von Museumsbeständen und große jüdische Sammlungen wurden durch sie aufgearbeitet.

## Werdegang
Terlau studierte Kunstgeschichte, Geschichte Archäologie und Ur- und Frühgeschichte in Münster und Köln. Dort legte sie 1995 ihren Magister in Kunstgeschichte und Archäologie ab. 1998 promovierte sie an der Universität zu Köln mit einer Dissertation unter dem Titel Die Hl. Kreuzkirche in Stromberg und ihre Stellung innerhalb der westfälischen Hallenkirchen. Nach einer  Museumsassistenz am Kölner Wallraf-Richartz-Museum in den Jahren 1999 bis 2000 erforschte sie bis 2003 im Rahmen eines von der Sal.-Oppenheim-Stiftung geförderten Projekts die Provenienzen aller Kunstwerke, die zwischen 1933 und 1945 für das Wallraf-Richartz-Museum erworben worden waren. 2001 organisierte sie in diesem Kontext das internationale Kolloquium Museen im Zwielicht – Ankaufspolitik 1933–1945 in Köln.
Seit 2003 war Terlau als freiberufliche Kunsthistorikerin mit Provenienzforschung und Beratungen für Museen, Stiftungen, private Sammlungen sowie Medien tätig. In diesem Rahmen leistete sie beispielsweise 2003/2004 die wissenschaftliche Beratung für den Film Das Erbe der Väter – wie der Otto Wolff-Konzern arisch wurde in der WDR-Reihe die story. Zu den Projekten der Folgejahre gehörten Provenienzrecherchen zu Kunstwerken im Besitz der Bundesrepublik Deutschland (2009–2010), die Provenienzermittlung im Museum Kunstpalast in Düsseldorf (2010–2015 mit Unterbrechungen) sowie zwei Projekte des Deutschen Zentrums Kulturgutverluste (Witten und Krefeld, 2015–2016). Für die Erben des Kunsthändlers Jacques Goudstikker, der 1940 als Jude aus Deutschland fliehen musste, lokalisierte sie im Team um Clemens Toussaint zahlreiche Objekte der Sammlung erreichte deren teilweise Rückgaben.
Im Auftrag der Forschungsstelle für „Entartete Kunst“ an der Freien Universität Berlin untersuchte sie 2013 die Gemälde und grafischen Werke in den Kunstsammlungen der Stadt Düsseldorf, um die 1937 von den Nationalsozialisten beschlagnahmten Objekte zu identifizieren.
In den Jahren 2011 bis 2013 fungierte gemeinsam sie mit Anja Heuß als Sprecherin des von ihr mitgegründeten Arbeitskreises Provenienzforschung e.V. Daneben ist sie seit 2013 Initiatorin und Moderatorin des Arbeitskreises Provenienzforschung NRW. Außerdem war sie 2012 bis 2014 Mitglied des Fachbeirat der Koordinierungsstelle Magdeburg beim Deutschen Zentrum Kulturgutverluste. 2017 beauftragten die Kunstmuseum Gelsenkirchen und das Museum Folkwang in Essen Terlau, die Erwerbungen über die Galerien Hermann und Aenne Abels aus der Zeit von 1933 bis 1968 zu untersuchen.
Seit dem Sommersemester 2015 ist Katja Terlau Lehrbeauftragte am Kunsthistorischen Institut der Universität zu Köln.
Vorübergehend schloss sie sich 2018 gemeinsam mit Vanessa Voigt zu dem kunsthistorischen Beratungsunternehmen Terlau & Voigt zusammen. 2019 ermittelten die beiden Forscherinnen unter anderem die Rechtmäßigkeit der Besitzübertragung von vier Mondrian-Gemälden im Kunstmuseum Krefeld. Die Gesellschaft wurde im Herbst 2020 aufgelöst; seitdem ist Katja Terlau wieder als freiberufliche Provenienzforscherin tätig.
Im Frühjahr 2022 wurde Katja Terlau für ihr akademisches und ehrenamtliches Engagement mit dem Bundesverdienstkreuz am Bande ausgezeichnet. Überreicht wurde es am 6. Mai von Oberbürgermeisterin Reker im Historischen Rathaus der Stadt Köln.

## Auszeichnung
- 2022: Bundesverdienstkreuz am Bande

## Publikationen (Auswahl)
Monografien
- Der Neubau des Kölner Wallraf-Richartz-Museums (= Hefte des Wallraf-Richartz-Museum). Köln 2000.
- Die Hl. Kreuzkirche in Stromberg und ihre Stellung innerhalb der westfälischen Hallenkirchen (= 66. Veröffentlichung der Abteilung Architekturgeschichte des Kunsthistorischen Instituts der Universität zu Köln). Köln 1998 (Dissertation).

Aufsätze
- Die Chorkapellen des Kölner Doms und die westfälische Baukunst am Beispiel der Kirche zum Heiligen Kreuz in Stromberg. Eine vergleichende Bauuntersuchung. In: Wallraf-Richartz-Jahrbuch. Band LXI. Köln 2000, S. 7–22.
- Restitution des Gemäldes „Landschaft mit geborstener Brücke“ nach Art des Meindert Hobbema aus der Sammlung Frederico Gentili di Giuseppe. In: Beiträge öffentlicher Einrichtungen der Bundesrepublik Deutschland zum Umgang mit Kulturgütern aus ehemaligem jüdischen Besitz (= Veröffentlichungen der Koordinierungsstelle für Kulturgutverluste. Nr. 1). Magdeburg 2001, S. 186–193.
- Das Wallraf-Richartz-Museum und seine Ankaufspolitik 1933–1945. Vorläufiger Forschungsbericht. In: Wallraf-Richartz-Jahrbuch. Band LXII, 2001, S. 277–292.
- Oswald Mathias Ungers und der Neubau des Kölner Wallraf-Richartz-Museums. In: Form und Stil. Festschrift für Günther Binding zum 65. Geburtstag. Darmstadt 2001, S. 387–393.
- Das Wallraf-Richartz-Museum in der Zeit 1933-1945. In: Museen im Zwielicht – die eigene Geschichte. Tagungsband Köln und Hamburg (= Veröffentlichungen der Koordinierungsstelle für Kulturgutverluste). 2. Auflage. Band 2, Nr. 31-49. Magdeburg 2007.
- Hildebrand Gurlitt and the Art trade during the Nazi Period. In: American Association of Museums (Hrsg.): Vitalizing Memory. International Perspectives on Provenance Research. Washington 2005, S. 165–171.
- mit Nina Senger: Methodik der Provenienzrecherche am Beispiel der Sammlung des Kunsthändlers Jacques Goudstikker, Amsterdam. In: AKMB news, Informationen zu Kunst, Museum und Bibliothek. Band 2, 2005, S. 27–32.
- 10 Jahre „Arbeitskreis Provenienzforschung“, Ein Erfahrungsbericht. In: Die Verantwortung dauert an. Beiträge deutscher Institutionen zum Umgang mit NS-verfolgungsbedingt entzogenem Kulturgut (= Veröffentlichungen der Koordinierungsstelle für Kulturgutverluste. Nr. 8). Magdeburg 2010, S. 335–350.
- Hildebrand Gurlitt (1895–1956) und sein Wirkungskreis in der NS-Zeit. In: Johannes Heil und Annette Weber (Hrsg.): Ersessene Kunst – Der Fall Gurlitt. Berlin 2015, S. 19–36.
- Kunsthistorisches Institut, Universität zu Köln (Hrsg.): Annotierte Auktionskataloge aus der Zeit 1933–1945 im Kunsthistorischen Institut, Universität zu Köln, und der Kunsthändler Eduard Plietzsch (1886–1961). Köln 15. April 2017 (Online-Veröffentlichung [PDF]).
- Hermann Haller (1880–1950). Von Begegnungen mit Menschen geleitet – Figuren und Porträts geformt. In: Ottfried Dascher und Helen Shiner (Hrsg.): Der Sprung in den Raum. Skulpturen bei Alfred Flechtheim. Wädenswil 2017, S. 219–247.